# NGC 4914
NGC 4914 is een elliptisch sterrenstelsel in het sterrenbeeld Jachthonden. Het hemelobject werd op 17 maart 1787 ontdekt door de Duits-Britse astronoom William Herschel.

## Synoniemen
- UGC 8125
- MCG 6-29-14
- ZWG 189.13
- PGC 44807